# Alessandro Momo
Alessandro Momo (ur. 26 listopada 1956 w Rzymie, zm. 19 listopada 1974 w Rzymie) – włoski aktor filmowy.

## Życiorys
Karierę filmową rozpoczął w wieku 13 lat rolą w komedii dla młodzieży pt. La scoperta. Zagrał w nim Alberto, chłopaka pasjonującego się fotografią, przypadkiem uwikłanego w symulowane samobójstwo na terenie Koloseum w Rzymie. W wieku 16 lat wystąpił w filmie Salvatore Samperiego Obsesja (1973), w którym zagrał 15-letniego półsierotę, który wiąże się ze służącą zatrudnioną przez jego ojca po śmierci matki.
W 1974 wystąpił w filmie Samperiego Peccato veniale, w którym wcielił się w postać nastoletniego erotomana o imieniu Sandro, uwodzącego podczas wakacji żonę swojego starszego brata. Jego ostatnią rolą była rola Giovanniego, młodego żołnierza-adiutanta, opiekującego się niewidomym weteranem wojennym, w filmie Dino Risiego Zapach kobiety. Premiera ostatniego filmu, w którym zagrał Momo, odbyła się 20 grudnia 1974 w Rzymie.
19 listopada 1974 zginął w wypadku motocyklowym. Zmarł tydzień przed swoimi 18. urodzinami. Został pochowany na cmentarzu Verano w Rzymie.

## Filmografia
- 1969: La scoperta, reż. Elio Piccon
- 1970: Il divorzio, reż. Romolo Guerrieri
- 1970: Appuntamento col disonore, reż. Adriano Bolzoni
- 1973: Il vero coraggio, reż. Mino Guerrini
- 1973: La polizia è al servizio del cittadino?, reż. Romolo Guerrieri
- 1973: Obsesja (Malizia), reż. Salvatore Samperi
- 1974: Chleb i czekolada (Pane e cioccolata), reż. Franco Brusati
- 1974: Peccato veniale, reż. Salvatore Samperi
- 1974: Zapach kobiety (Profumo di donna), reż. Dino Risi